# Poecilopeplus martialis
Poecilopeplus martialis là một loài bọ cánh cứng trong họ Cerambycidae.